# Bernabé Zapata Miralles
Bernabé Zapata Miralles (født 12. januar 1997 i Valencia, Spanien) er en professionel tennisspiller fra Spanien.